# Кингсеп, Александр Сергеевич
Алекса́ндр Серге́евич Кингсе́п (18 февраля 1944 года, п. Большая Волга Калининской области (ныне г. Дубна Московской области) — 29 января 2010 года, Москва) — советский и российский физик, доктор физико-математических наук, профессор МФТИ, академик РАЕН, директор Отделения прикладной физики Института ядерного синтеза РНЦ Курчатовский институт.

## Биография
Родился в 1944 году, окончил МФТИ в 1967 году, в 1970 году защитил кандидатскую диссертацию на тему «Нелинейные эффекты в плазме с участием ионно-звуковых волн» в МФТИ. В 1979 году — докторскую диссертацию по теме «Мелкомасштабная турбулентность и турбулентный нагрев плазмы» в Курчатовском институте. Профессор МФТИ с 1991 года.
С 1979 года по 2000 год — преподаватель Кафедры общей физики МФТИ.
С 2000 года по 2009 год — преподаватель Кафедры физики и химии плазмы МФТИ (одновременно с 1997 года преподавал в ИНЕСНЕК), читал курс «Коллективные явления в плазме».
Область научных интересов: управляемый термоядерный синтез; теоретическая физика плазмы; нелинейная физика.
Автор более 170-и научных работ, 1 монографии, 2 учебных пособий.
Скончался 29 января 2010 года в Москве.